# Курпель, Антоний Михайлович
Антоний Михайлович Курпель (1897, Волынская губерния, Российская империя — 6 апреля 1938, Хабаровск, РСФСР) — советский государственный деятель, председатель Сахалинского окрисполкома (1929—1930).

## Биография
В 1929—1930 гг. — председатель исполнительного комитета Сахалинского окружного Совета. В этот период на острове в полную силу развернулась коллективизация, шло создание сахалинской промышленности. В 1929 г. по решению ЦК ВКП(б) и правительства СССР было создано Акционерное Сахалинское общество (АСО), нацеленное на развитие экономической жизни и рационального использование естественных богатств, объединение хозяйственной деятельности в округе и укрепление его связи с остальной территорией СССР.
В мае 1930 г. он обратился в Дальневосточный краевой комитет ВКП(б) с просьбой отозвать его в Хабаровск. Там он был избран членом президиума главного профсоюзного органа Дальнего Востока и заведующим тарифно-экономическим отделом краевого комитета профсоюзов.
В 1933—1936 гг. — председатель исполнительного комитета Спасского районного Совета (Приморская область).
В 1936—1937 гг. — заведующий общим отделом исполнительного комитета Дальневосточного краевого совета.
В сентябре 1937 г. был арестован. В апреле 1938 г. Военной Коллегией Верховного Суда СССР за контрреволюционную деятельность был приговорен к высшей мере наказания. 3 июня 1957 г. Военной коллегией Верховного Суда СССР был реабилитирован.